# 유미앙 (신창애후)
유미앙(劉未央, ? ~ ?)은 전한 후기의 제후로, 연날왕의 증손이다.

## 생애
아버지 유칭의 뒤를 이어 신창후(新昌侯)에 봉해졌다.
시호를 애(哀)라 하였고, 후사가 없어 봉국은 폐지되었다.

## 출전
- 반고, 《한서》 권15하 왕자후표 下

| 선대 아버지 신창경후 유칭 | 전한의 신창후 ? ~ ? | 후대 동생 신창희후 유뇨 |